# Bloomington (Wisconsin)
Bloomington es una villa ubicada en el condado de Grant en el estado estadounidense de Wisconsin. En el Censo de 2010 tenía una población de 735 habitantes y una densidad poblacional de 221,36 personas por km².

## Geografía
Bloomington se encuentra ubicada en las coordenadas 42°53′35″N 90°55′34″O / 42.89306, -90.92611. Según la Oficina del Censo de los Estados Unidos, Bloomington tiene una superficie total de 3.32 km², de la cual 3.32 km² corresponden a tierra firme y (0%) 0 km² es agua.

## Demografía
Según el censo de 2010, había 735 personas residiendo en Bloomington. La densidad de población era de 221,36 hab./km². De los 735 habitantes, Bloomington estaba compuesto por el 98.23% blancos, el 0.14% eran afroamericanos, el 0.14% eran amerindios, el 0.27% eran asiáticos, el 0% eran isleños del Pacífico, el 0.27% eran de otras razas y el 0.95% pertenecían a dos o más razas. Del total de la población el 1.09% eran hispanos o latinos de cualquier raza.